# Heidi Rakels
Heidi Rakels (Lovanio, 22 giugno 1968) è un'ex judoka belga.

## Palmarès

### Olimpiadi
- 1 medaglia:
  - 1 bronzo (Barcellona 1992 nei -66 kg)